# فرهاد خلیلف
فرهاد خلیلف (ترکی آذربایجانی: Fərhad Xəlilov) نقاش سرشناس اهل جمهوری آذربایجان است. وی سکاندار اتحادیه نقاشان جمهوری آذربایجان می‌باشد.

## زندگی‌نامه
فرهاد خلیلف در ۲۶ اکتبر سال ۱۹۴۶ زاده شد. وی تحصیلات اولیه خود را در مدرسه شماره ۲۳ در باکو به پایان رسانیده و بین سال‌های ۱۹۶۱ الی ۱۹۶۶، در مدرسه نقاشی آذربایجان به نام عظیم عظیم‌زاده به ادامه تحصیل دانش پرداخت. سپس، بعد از آنکه از مکتب نقاشی «استراکانف» دانش‌آموخته شد، در فاصله سال‌های ۱۹۶۹–۷۵، در دانشکده نقاشی مسکو آموزش حرفه ای عالی دید. انگیزه‌های آب‌شوران در نقاشی‌های فرهاد خلیلف از جایگاه ویژه ای برخوردار می‌باشند. از میان آنها می‌توان از سواحل و تصویرهای آب‌شوران و نیز مناطق مسکونی چون- نارداران، بوزوونا، زاغولبا، مشهدی‌آقا، مردکان و غیره… نام برد.
در سال ۱۹۸۷، فرهاد خلیلف به زمامداری اتحادیه نقاشان آذربایجان رسید. از آن به بعد ریاست این اتحادیه را بر عهده دارد. نقاشی‌های این هنرمند آذربایجانی بارها در نمایشگاه‌های برگزار شده در کشورهای عضو شوروی سابق، اروپا و غیره… در معرض نمایش گذاشته شده‌است.
فرهاد خلیلف از بدوی فعالیت نقاشی خود گرایش نوآورانه دارد. او همواره به نوآوری متوسل شده‌است.

## جوایز
- در سال ۲۰۰۶، در پاس خدمات خود در پیشرفت هنر آذربایجانی نشان «شهرت» را از جانب الهام علی‌اف، ریاست جمهوری آذربایجان دریافت نمود.[۴]
- در سال ۲۰۱۷، نشان «ستاره اتحادیه» کشورهای مستقل همسود به وی اعطاء گردید.